# Cápsula (medicamento)

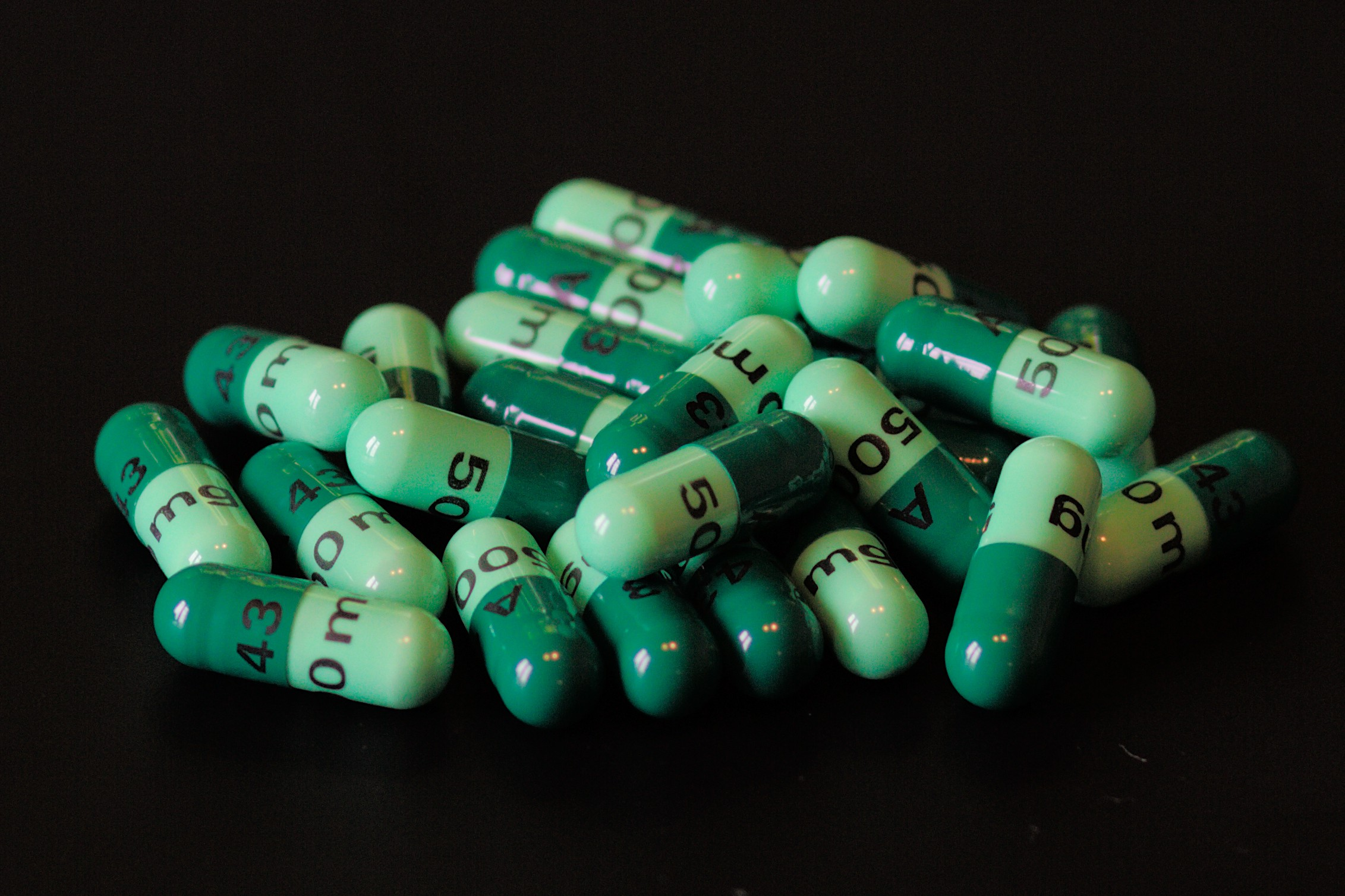
Cápsulas.

A cápsula é uma forma farmacêutica sólida, administrada por via oral e de liberação prolongada. De acordo com a sua composição, método de fabricação e fins terapêuticos, as cápsulas podem oferecer propriedades particulares, a partir das quais várias categorias podem ser distinguidas.

## Composição
Fármaco: substância responsável pelo efeito medicinal.
Excipiente: substância adjuvante a ser misturada com o fármaco, de forma a completar o conteúdo da cápsula. Auxilia na conferência de propriedades físico-químicas e organolépticas à formulação.
Invólucro: responsável pela contenção dos demais constituintes.

## Materiais
Atualmente, a maior parte das cápsulas é formulada a partir de gelatina animal, o que ocorre por se tratar de uma substância insípida, isenta de glúten,  bem conhecida, acessível e facilmente adaptável para as demandas do fármaco e do consumidor. Há fornecimento de gelatina específico para os públicos Halal e Kosher e, para os públicos vegetarianos e veganos, são alternativas alguns polímeros de celulose, hidrocolóides, amidos e outros materiais. Há ainda cápsulas feitas a partir da tapioca, e derivados do feijão são estudados para uso. Além disso, são utilizadas na formulação glicerina, para a conferência de flexibilidade ao invólucro, e água.
As questões que tangem aos invólucros também se aplicam muitas vezes aos excipientes; um exemplo é o da lactose, produto derivado animal e responsável por reações alérgicas. Trata-se ainda, entretanto, de uma questão incipiente, e a própria sinalização dos excipientes na bula pelas empresas fabricantes ainda é uma questão problemática.

## Encapsulação

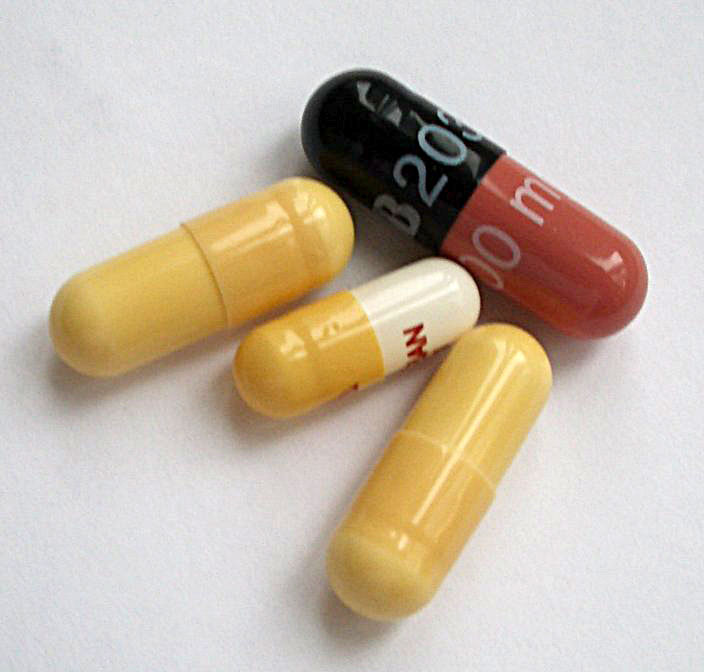
Cápsulas duras

Cápsulas duras: o invólucro é constituído por duas conchas cilíndricas, sendo a maior delas denominada tampa ou gorro e a menor, corpo; é mais adequada para fármacos sólidos, embora o preenchimento líquido também seja possível.

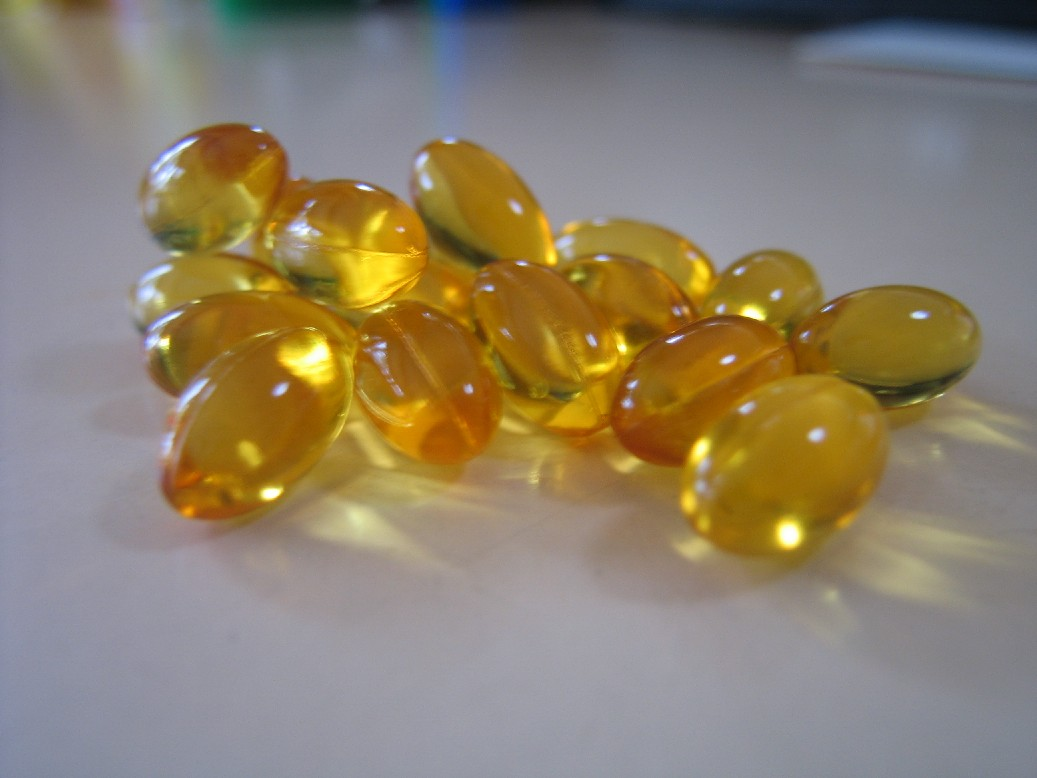
Cápsulas moles

Cápsulas moles: o invólucro é mais espesso e de peça única, e é formado, enchido e fechado durante um único ciclo de fabricação. São ideais para conteúdos líquidos ou semissólidos.

## Liberação
Deve ser gradual e uniforme: a liberação de quantidades inadequadas de fármaco no organismo pode ser subterapêutica ou tóxica, o que compromete a efetividade do medicamento. Para tal, é fundamental a escolha de um excipiente que possa ser adequadamente misturado ao fármaco, assim como a realização dos procedimentos para que isso ocorra.
Usualmente, as cápsulas são formuladas de forma a se dissolverem no estômago, por ação dos sucos gástricos, em um processo que leva de vinte a trinta minutos. Variações, entretanto, podem ser formuladas, a partir das necessidades medicinais e de administração.
Cápsulas de liberação modificada: são cápsulas alteradas de forma a modificar a velocidade de liberação do fármaco ou o local onde ela ocorre. A alteração pode consistir tanto na modificação do método de preparação das cápsulas quanto na adição de adjuvantes.
Cápsulas gastrorresistentes: destinam-se a resistir ao ataque do suco gástrico, de modo a que a libertação da substância activa ocorra no intestino delgado. São obtidas revestindo cápsulas duras ou moles com substâncias que não se degradam na acidez do estômago, sendo também comum encher as cápsulas com grânulos ou partículas já recobertas com essas substâncias enterossolúveis.